# Alypiodes flavilinguis
Alypiodes flavilinguis är en fjärilsart som beskrevs av Augustus Radcliffe Grote 1883. Alypiodes flavilinguis ingår i släktet Alypiodes och familjen nattflyn. Inga underarter finns listade i Catalogue of Life.